# Tim Razzall
Edward Timothy Razzall, baron Razzall, (né le 12 juin 1943) est un homme politique et parlementaire libéral démocrate britannique. 

## Jeunesse
Il est le fils de Humphrey Razzall, un membre du Parti libéral qui s'est présenté comme candidat parlementaire libéral pour Scarborough et Whitby aux élections générales de 1945. 
Razzall fréquente la St Paul's School, Londres avant d'aller au Worcester College, Oxford, représentant l'université au cricket en 1964. 

## Carrière
Razzall obtient son diplôme d'avocat en 1969 et travaille pour Frere Cholmeley (plus tard Frere Cholmeley Bischoff), devenant associé en 1973, puis directeur général en 1990 avant de partir en 1995 pour créer sa propre entreprise de finance d'entreprise (Argonaut Associates). Frere Cholmeley Bischoff rencontre des difficultés financières et est dissous peu de temps après son départ, ce qui est attribué à Razzall. 
En 1974, il est élu conseiller de Mortlake Ward dans le Borough londonien de Richmond upon Thames qu'il représente pendant 24 ans. Pendant ce temps, il est président du comité des politiques et des ressources du conseil de Richmond pendant 13 ans et chef adjoint de 1983 à 1996. Il est remplacé dans les deux postes par Serge Lourie. 
En 1986, il devient co-trésorier du Parti libéral, puis trésorier des libéraux démocrates nouvellement fusionnés en 1988. Il est nommé Commandeur de l'Ordre de l'Empire britannique (CBE) dans les honneurs du Nouvel An 1993 et créé pair à vie le 22 octobre 1997 en tant que baron Razzall, de Mortlake dans le Borough londonien de Richmond upon Thames. 
De 2000 à 2006, il est président du comité des campagnes et des communications des libéraux démocrates. Avec Lord Rennard, il est responsable de la conduite des campagnes électorales des libéraux démocrates. Il démissionne de ce poste en mai 2006 en disant qu'il souhaitait un changement et donner à son successeur une chance de s'installer dans ce poste avant les élections générales de 2010. 
Ancien porte-parole libéral-démocrate à la Chambre des lords sur le commerce et l'industrie et trésorier du groupe parlementaire multipartite sur la propriété intellectuelle au Parlement, il siège maintenant à divers comités parlementaires.

## Vie privée
Razzall épouse en 1965 (divorce en 1974) Elizabeth Christina née Wilkinson, et ils ont une fille, Katie Razzall, journaliste de BBC Newsnight, et un fils James Razzall. Par son deuxième mariage en 1982 (dissous en 2003) avec Deirdre Martineau née Taylor-Smith, il devient le beau-père de ses deux fils et deux filles. En 2008, il est le compagnon de la baronne Jane Bonham-Carter qui a déclaré la relation dans le registre des intérêts de la Chambre des lords. 
Ses mémoires, Chance Encounters, ont été publiés en octobre 2014 . 